# 幸せの☆一番星
『幸せの☆一番星』（しあわせのいちばんぼし）は、1996年10月29日から同年12月10日まで日本テレビ系列局で放送されていた日本テレビ製作のバラエティ番組である。正式名称は『スター感動バラエティ 幸せの☆一番星』（スターかんどうバラエティ - ）。全7回。放送時間は毎週火曜 19:00 - 20:00 （日本標準時）。

## 概要
毎回芸能人3 - 4人ほどをゲストに招き、彼らが番組に提出した願いを叶える映像を見せていた。例えば第1回のゲストはトミーズ雅、朝丘雪路、益子直美、長谷川初範で、彼らが番組に提出した願いは「娘と共に空を飛びたい」（雅）、「津川雅彦との恋愛時代」（朝丘）、「父と旅がしたい」（益子）、「同窓会で初恋の人に逢いたい」（長谷川）だった。
本番組は12月10日の放送分が最後となったが、当日付の新聞各紙のラジオ・テレビ欄に最終回マークは付されていなかった。

## 出演者

### 司会
- 草野仁[1]
- 神田うの[1]

### パネラー
- 三波春夫
- 田代まさし
- 榊原郁恵
- 大桃美代子
- 大東めぐみ

## スタッフ
- 構成：沢口義明、関根清貴
- ナレーター：キートン山田、山本圭子
- 美術協力：日本テレビアート
- 技術協力：日本テレビビデオ
- 制作協力：トップシーン、AJITO
- 演出・プロデューサー：尼崎昇
- チーフプロデューサー：森岡正彦
- 製作著作：日本テレビ